# Partito con Nome e Cognome
Il Partito con Nome e Cognome (in croato Stranka s imenom i prezimenom) è stato un partito politico croato fondato da Dalija Orešković.

## Storia

Logo START, mantenuto fino al 2020

Nell'ottobre 2018 Dalija Orešković ha annunciato che sarebbe entrata in politica. Il 29 dicembre 2018 ha annunciato che il suo partito si sarebbe chiamato START, acronimo di "Partito della lotta alla corruzione, dello sviluppo e della trasparenza". Si è candidata alle presidenziali del 2019, ottenendo 55.163 voti ovvero il 2,9% dei voti totali, venendo eliminata al primo turno.
Nel maggio 2020, START ha cambiato nome in Partito con Nome e Cognome (SIP) e Orešković si è dimessa dalla carica di presidente del partito. Ivan Kovačić è stato eletto nuovo leader del partito. Alle elezioni parlamentari del 5 luglio 2020, Orešković, è stata eletta come membro del partito al parlamento croato. Nel novembre 2020 il partito è confluito, insieme al partito Pametno, in un nuovo partito denominato Centar.

## Risultati elettorali

### Elezioni parlamentari
| Elezione | Coalizione      | Voti                 | %                    | Seggi                | +/–                  |
| Elezione | Coalizione      | Totale di coalizione | Totale di coalizione | Totale di coalizione | Totale di coalizione |
| -------- | --------------- | -------------------- | -------------------- | -------------------- | -------------------- |
| 2020     | Fokus – Pametno | 66.399               | 3,98 (6°)            | 3 / 151              | 3                    |